# كوموليبو

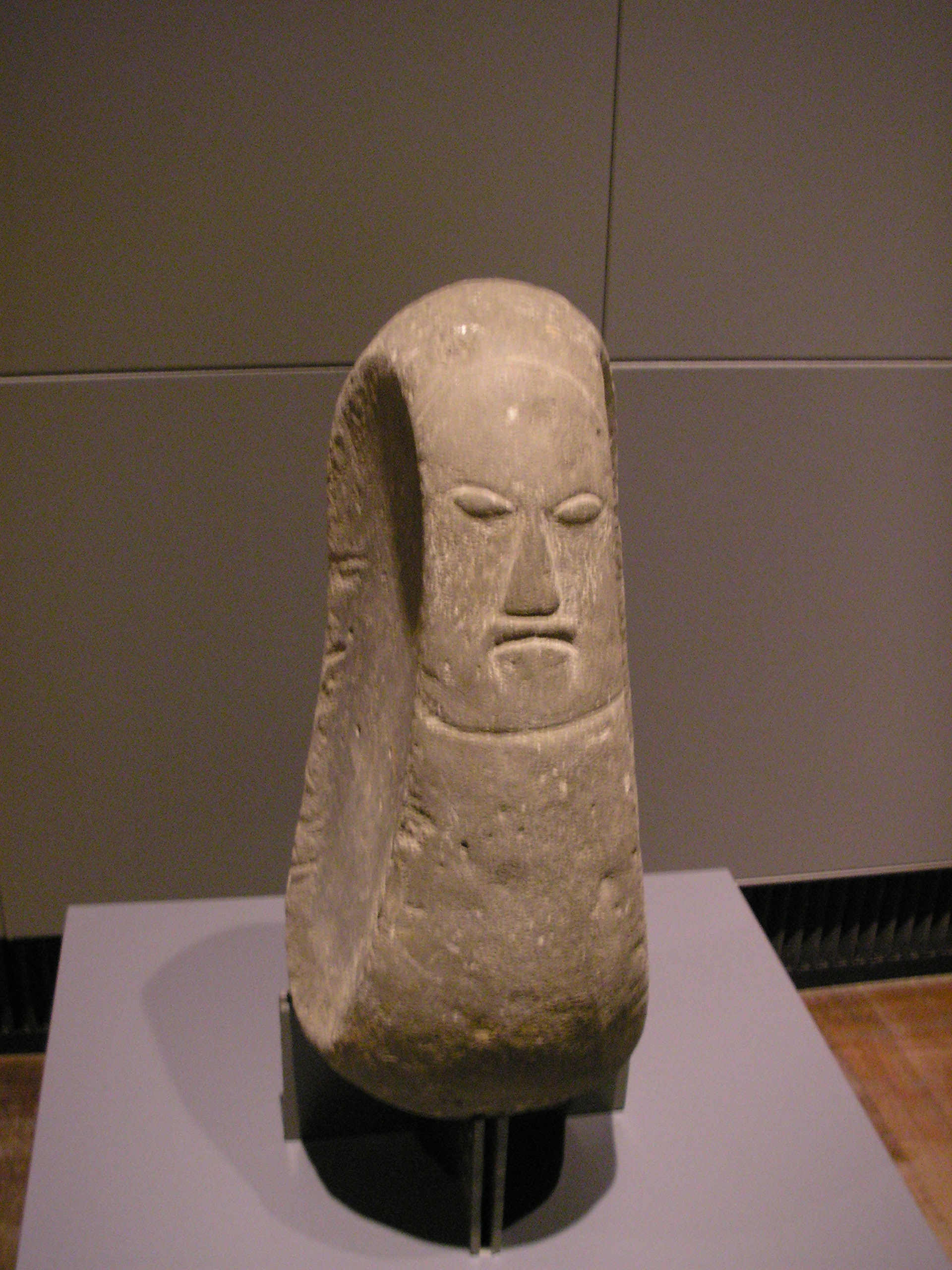
ربما كان التمثال لإله نحاتي الكانو. من هاواي، مجموعة أرنينغ، 1887. يقع في المتحف الإثنولوجي، برلين-داهليم.

کومولیبو (بالإنجليزية: Kumulipo)‏ أغنية طويلة في هاواي تتألف من ألفي بيت من الشعر. قدامى الكاهونا Kahuna يتذكرون كل كلمة، وينشدون الأغنية في الأحداث الهامة مثل مهرجان الرب الأعلى لونو. كثير من فولكلور هاواي يتوحد أيضا في الأجزاء الأخرى لمنطقة الهادي المعروفة بولينيزيا. ولذلك لا غرابة أن نجد الماوري في نيوزيلاندا يملكون التقليد ذاته مثل أغنية الكومولیبو، التي يسمونها هم الواريوانانغا Wharewananga أو «مدرسة التعليم». والثقافات القديمة لتاهيتي وجزر الماركيز وتواموتو، وحتى جزيرة الفصح، تشتمل أيضا على تلاوات متشابهة.

## مرحلتي الأغنية
تقسم الكوموليبو
تقسم الكوموليبو إلى مرحلتين زمنيتين متميزتين: الأولى تسمى “بو” po وهي عصر العالم الروحي. كل شيء كان في الظلام، وليس واضحا فيما إذا كانت الأرض موجودة، أو أن الأحداث الموصوفة وقعت في مكان آخر. في هذا العصر وجدت أشكال الحياة الدنيا، وتصف الأغنية مفهوم الحياة الذي يجري على مراحل تشبه مراحل تطور الطفل الوليد. شكل من المادة يتغير إلى شكل آخر، ويؤدي إلى وجود الثديات القديمة.
الرحلة الثانية تسمى «أو» ao تبدأ بمجيء النور، والآلهة الذين غيروا الحيوانات إلى بشر. فالتطور الآن يكون من شكل إلى آخر. وبدءً من صورة الإله تيكي tiki تنتشر على وجه الأرض أنواع البشر الأحياء من رجال ونساء. وهذا هو أيضا الزمن الذي يشرق فيه نور العقل. الآن يمكن للحياة أن تدبر نفسها بنفسها، وفي الشكل المعقد للبشر، يبدأ العمل بما هو أكثر من الانفعال. وهنا تدخل الأغنية أصل الناس في أواخر 1700 فتتحدث عن آخر طفل مقدس يولد ليعيد البشر إلى البداية، عندما كان البشر ما يزالون على الأرض، وعندما ولد الإنسان الأول، حيث كانت السعادة قائمة.
آخر زمن تليت فيه الكوموليبو تلاوة وقورة محترمة هو عام 1789. وكانت هذه التلاوة على شرف القبطان كوك، الذي اعتقدوا أنه الرب لونو Lono يعود إلى هاواي.